# Fritz Hille (Politiker)
Fritz Hille (* 3. Dezember 1882 in Brandoberndorf; † 26. Februar 1959 in Gießen) war ein deutscher Lehrer und Politiker (NSDAP).

## Leben und Wirken
Hille wurde als Sohn eines Arztes geboren. Nach einem Abitur im Jahr 1903 in Laubach leistete er von 1903 bis 1904 seinen Militärdienst als Einjährig-Freiwilliger. Es folgten zwei Jahre Studium der Theologie in Gießen. Während seines Studiums wurde er Mitglied der Burschenschaft Frankonia Gießen. Ab Juni 1905 bis April 1908 übte er eine Tätigkeit als Volksschullehrer in Lich und Lindenstruth aus. Von 1908 bis 1911 studierte er Philologie in Gießen und arbeitete im Anschluss ein halbes Jahr als Lehramtsreferendar am Gymnasium in Gießen.
Hille zog nach Hildburghausen und wirkte von April 1912 bis September 1933 als Lehrer, Oberlehrer und ab 1925 als Studienrat am dortigen Lehrerseminar. Unterbrochen wurde dies durch die Teilnahme am Ersten Weltkrieg von August 1914 bis zur Entlassung im Oktober 1918 aufgrund mehrmaliger Verwundung und dauernder Lähmung eines Armes.
Bis 1925 war Hille Mitglied des völkisch-sozialen Blocks in Südthüringen. Zum 16. Juli 1925 trat er der NSDAP bei (Mitgliedsnummer 10.750). Von 1935 bis 1943 war er Reichsredner. Ab dem 1. Februar 1931 war er Mitglied des Nationalsozialistischen Lehrerbundes. Im Stadtrat Hildburghausen führte Hille die Fraktion der NSDAP. Vom 31. Juli 1932 bis 14. Oktober 1933 saß er als Abgeordneter für die NSDAP im Thüringer Landtag. Vom 26. August 1932 bis 14. Oktober 1933 war er Landtagspräsident. Vom 20. August 1933 bis zum 12. April 1945 trug er den Titel „Staatsrat“ der thüringischen Landesregierung.
Im Oktober 1933 wurde Hille nach Gotha an die Aufbauschule versetzt, die er ab Januar 1934 als Oberstudiendirektor leitete. Er wollte sie zu einer Musterschule umwandeln.
Am 10. Januar 1934 trat Hille in die SA als Obertruppführer ein, bis 1942 war er zum SA-Oberführer aufgestiegen. Ab April 1938 war er als nationalsozialistischer Kämpfer und Erzieher einer der vier persönlicher Beauftragten des Volksbildungsministers Willy Marschler zur Unterstützung der oberen Schulbehörde bei der Schulaufsicht in Thüringen. Außerdem war er von 1939 bis 1945 Leiter des Amtes für Kriegsopfer der NS-Gauleitung und Gauobmann der NS-Kriegsopferversorgung.
Von Mai bis September 1945 arbeitete Hille als Hilfsarbeiter in der Landwirtschaft. Am 31. August 1945 wurde er im Zuge der Entnazifizierung aus dem Schuldienst entlassen. Es folgte vom 1. Oktober 1945 bis 15. Juni 1948 die Internierung und die Einstufung als Belasteter verbunden mit der Verurteilung zu zwei Jahren Arbeitslager unter Anrechnung der Internierungshaft durch die Lagerspruchkammer Darmstadt. Ab Juni 1948 lebte er als Fürsorgeempfänger in Trais-Horloff. Nach Gnadenerweisen des Hessischen Ministerpräsidenten wurde seine Rentensperre zunächst teilweise, ab 1958 vollständig aufgehoben.
Fritz Hille erhielt am 11. November 1933 die Ehrenbürgerrechte der Stadt Hildburghausen verliehen. Die Werrabrücke in der heutigen Friedrich-Rückert-Straße wurde nach ihm benannt. Auf Verfügung des Landrats beschloss der Finanz- und Verwaltungsausschuss am 25. Oktober 1946, ihn von der Liste der Ehrenbürger zu streichen.
Hille erhielt unter anderem das Goldene Parteiabzeichen und den Silbernen Gauadler.